# ستيف دونلاب
ستيف دونلاب (بالإنجليزية: Steve Dunlap)‏ هو مدير فني أمريكي، ولد في 4 فبراير 1954 في هوريكان في الولايات المتحدة.